# 感電保護クラス
感電保護クラス（かんでんほごクラス）とは、電気機器の感電に対する保護の分類である。絶縁クラスとも呼ばれる。JIS C 9335-1（IEC-J60335-1、IEC 60335-1）およびJIS C 8105-1（IEC-J60598-1、IEC 60598-1）で規定されている。クラス0、クラス0I、クラスI、クラスII、クラスIII に分類される。
なお、JIS C 9335-1はIEC 60335-1を元にしているが、技術的要求事項については日本国内の事情（例えば、電源周波数が50Hzと60Hzの二種類ある、三相電源はデルタ結線である、ランプソケットはE27ではなくE26が広く用いられている、など）に合わせた変更が加えられている。この変更内容についてはJIS C 9335-1 附属書JBにまとめられている。以下の記述はJISによる。

## クラス0
感電に対する保護を基礎絶縁だけに依存している機器。基礎絶縁が破損した場合に、可触導電部分となる部分を接地する方法がないもの。機能用接地を持っている場合もある。
JISにおいては、クラス0は定格電圧が150Vを超えない屋内用の機器についてだけ認められる。なお、日本の家庭用電気器具の多くは接地極も接地用口出し線もない差込プラグを備えているため、クラス0機器にあたる。

## クラス0I
少なくとも全体に基礎絶縁を使用しており、かつ接地用端子をもっているが、接地線がない電源コードおよび接地極がない差込プラグを使用している機器。接地極のない差込プラグに接地用口出し線を設けたコードセットを使用したものはクラス0I機器とみなされる。
接地線が接続された状態であれば感電保護は後述のクラスIと同じであるが、追加の接地線は電源とは別に接続しなければならず、接地線を接続しない状態で運用することもできる。この状態ではクラス0と同じであることから、クラスIとは区別される。
接地極付コンセント（アース用の半円形の穴が付いたもの）の普及が進んでいない日本の電気器具では、接地付のものの多くが、本体にアース線接続用のネジ留め端子を有しているか、差込プラグに接地用口出し線を設けたものである。JISではこれらをクラスI機器ではなくクラス0I機器に分類することが明確に規定されている。
照明器具にはクラス0Iの規定がなく、クラスI照明器具には、クラス0Iが含まれる。

## クラスI
感電に対する保護を基礎絶縁だけに依存しないで、基礎絶縁が破損した場合に、可触導電部が充電部とならないように、それを設備の固定配線の保護用接地線に接続することによって、追加の安全措置を講じている機器。
日本においても、日本電気協会が発行する内線規程 JEAC-8001 などで接地極付コンセントの使用が義務づけまたは勧告されるなど、クラスIへの移行が進んでいる。

## クラスII
感電に対する保護を基礎絶縁だけに依存しないで、二重絶縁又は強化絶縁のような追加安全措置が講じられている機器。保護用接地の手段は備えず、かつ、設置条件に依存しない。ここでいう「設置条件に依存しない」とは、上の「接地極のない差込プラグに接地用口出し線を設けたコードセット」のように「口出し線を接地端子に接続する」といった設置条件を科さなくとも、常に基礎絶縁だけに依存しない追加安全措置が講じられた状態になる、という意味である。

## クラスIII
感電に対する保護を安全特定低電圧（SELV）の電源に依存し、かつ、安全特定低電圧（SELV）より高い電圧が発生しない機器。基礎絶縁が施されているかどうかは問われない。